# Frontera entre Estonia y Rusia
La frontera entre Estonia y Rusia es el lindero internacional de 294 kilómetros de longitud que separa los territorios de Estonia (miembro de la Unión Europea) y Rusia (miembro de la Comunidad de Estados Independientes). En su forma actual, no ha cambiado desde 1945 hasta el presente, cuando la RSS de Estonia era parte de la Unión Soviética. Hubo un pequeño cambio en 2014, pero todavía no se ha hecho efecto.

## Características

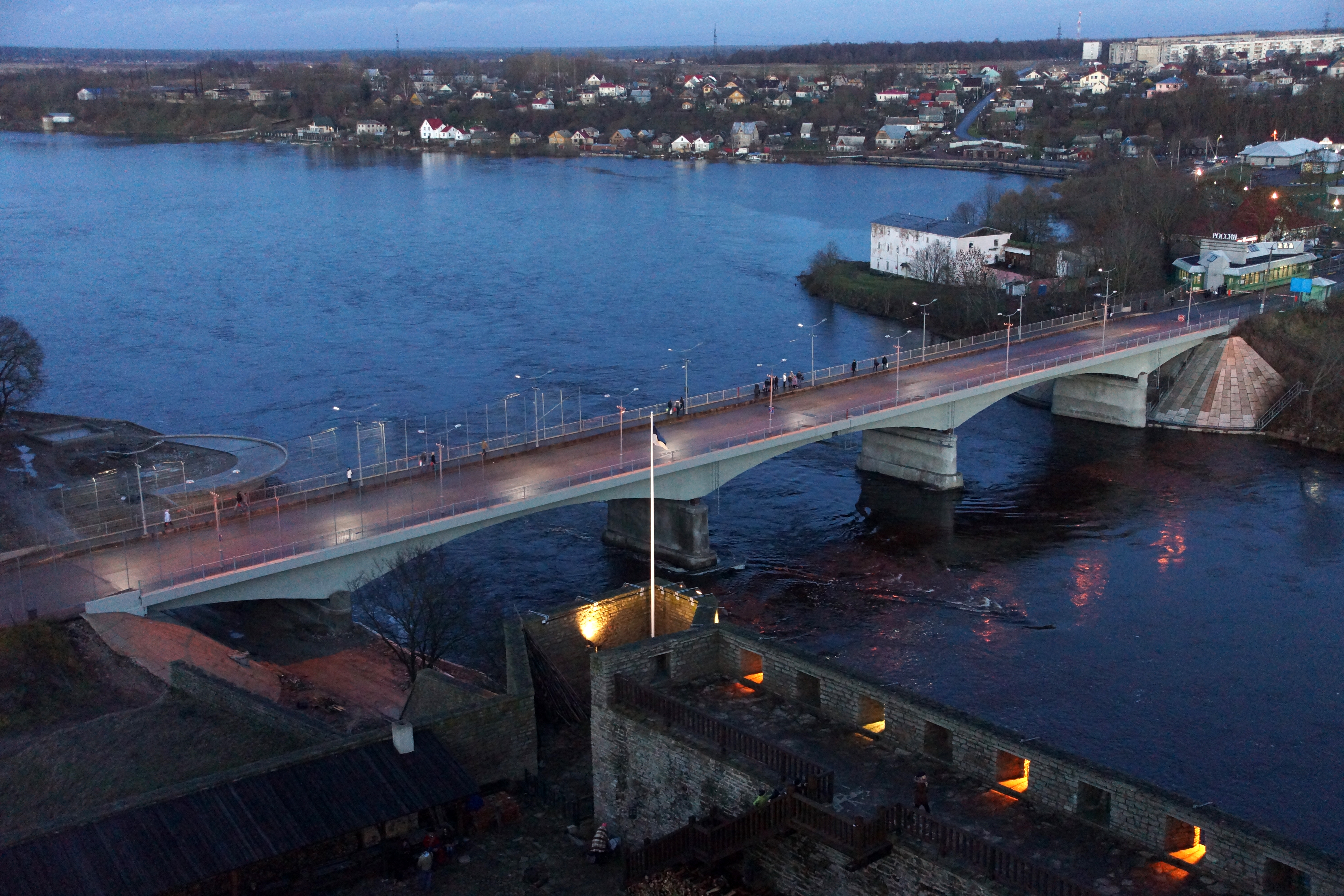
Puente sobre el río Narva: a la izquierda, Estonia; a la derecha, Rusia.

Buena parte de la frontera es agua, pasando a través del canal del río Narva y el lago Peipus, pero en el sur hay una frontera de tierra, algunas partes eran disputadas cuando Estonia ingresó en la Unión Europea y a la OTAN. Se firmó en mayo de 2005 un acuerdo entre los dos países, reconociendo que algunos territorios son ahora de Rusia, en el área de Petchory de la óblast de Pskov y en la óblast de Leningrado, y si bien fue ratificado por el Riigikogu, Rusia retiró su firma del tratado. Posteriormente Rusia y Estonia firmaron un tratado el 17 de febrero de 2014, haciendo de Estonia el último estado Báltico en formalizar su frontera con Rusia. Sin embargo el tratado no ha sido ratificado por ninguno de los dos estados.
Las ciudades fronterizas de Narva (Estonia) e Ivángorod (Rusia) son directamente adyacentes una con la otra. Ambas tienen una población predominantemente ruso-parlante.
Ante el flujo de vehículos por las tres plazas de Narva/Ivángorod, Koidula/Petchory y Koorla (Luhamaa)/Kachino, que presenta colas de varios días, se ha puesto en marcha desde el verano 2011 un sistema de reserva electrónico de la hora de pasaje.
En agosto de 2015, Estonia anunció la construcción, que tendría que comenzar en 2018, de una clausura elevada de 2,50 metros sobre una gran parte de su frontera con Rusia, de aproximadamente 110 kilómetros.